# Sietes
José Manuel Suárez Rivas (18 de fevereiro de 1974) é um ex-futebolista profissional espanhol que atuava como defensor.

## Carreira
Sietes representou a Seleção Espanhola de Futebol, nas Olimpíadas de 1996. 